# Caldera del Rey
El monumento natural de la Caldera del Rey constituye un elemento geomorfológico de gran singularidad, al ser una de las tres mejores muestras de vulcanismo freatomagmático-explosivo en Tenerife (Canarias, España). Es una amplia caldera que se creó al entrar en contacto el magma con el agua, favoreciéndose así la explosividad de la erupción por la liberación de gases que se producen. En la mayor parte de este monumento natural predominan los materiales sálicos, aunque en su zona más septentrional hay materiales basálticos antiguos que pertenecen al Macizo de Adeje. Con una extensión de 108,7 hectáreas, se localiza en el municipio sureño de Adeje.
A pesar de que la altura que alcanza no es muy grande, el conjunto deja una magnífica estampa volcánica y es declarado, el 19 de junio de 1987, como paraje natural de interés de la Caldera del Rey
y reclasificado a su actual categoría de monumento natural, el 19 de diciembre de 1994.

## Flora y fauna
La vegetación natural asociada a la caldera es escasa, con ejemplares de tabaibas en la ladera norte que ha sido menos modificada por el hombre. En el resto, incluso en el interior de la caldera se desarrollan campos de plataneras y plantas ornamentales. Las aves son el tipo de fauna más significativa, entre las que destacan el cernícalo vulgar (Falco tinnunculus) y el camachuelo trompetero o "pájaro moro" (Bucanetes githaginea).

## Agricultura
La Caldera del Rey dispone de abundantes suelos con posibilidades de cultivo, tanto en el interior como en su ladera suroeste, la cual ha sido abierta por el hombre, para su desarrollo de actividad agrícola.

## Poblamiento
Las viviendas son en su mayoría de tipo troglodita, excavadas en la toba, lo que es fiel reflejo de los cambios espaciales, económicos y demográficos habidos en la zona, pues si bien con anterioridad a los años 1940 apenas había actividad económica en el lugar, con posterioridad comienza el cultivo de tomates en La Caldera y en Los Curbelos, y como consecuencia se produce una notable inmigración hacia la zona. Esta población habitó en un primer momento cuevas, que en 1950 albergaban a 354 habitantes; en 1981 la población de las mismas ha descendido hasta el centenar. Actualmente sólo viven un par de familias.

## Mantenimiento
A pesar de los esfuerzos por mantenerlo, existen zonas que sufren vandalismos de turistas.